# Musca convexifrons
Musca convexifrons är en tvåvingeart som beskrevs av Thomson 1869. Musca convexifrons ingår i släktet Musca och familjen husflugor. Inga underarter finns listade i Catalogue of Life.